# Sokolec (národní přírodní rezervace)
Sokolec je Národní přírodní rezervace na Slovensku v katastrálním území obce Párnica v okrese Dolný Kubín v Žilinském kraji. Území bylo vyhlášeno v roce 1980 a jeho rozloha je 199,24 hektaru. Předmětem ochrany jsou zachovalá lesní společenstva reliktních borů, bukových javořin a vápencových bučin, které místy mají pralesní charakter, dále skalních útvarů s výskytem vápnomilných rostlin a hnízdišti dravých ptáků. Rezervace je součástí národního parku Malá Fatra.